# Petra van der Mieden
Petra van der Mieden (* vor 2000 in Nürnberg) ist eine deutsch-niederländische Opern-, Operetten-, Lied-, Konzert- und Oratoriensängerin (Sopran).

## Leben
Petra van der Mieden ist deutsch-niederländischer Herkunft. Sie stand bereits als Kindersolistin auf der Bühner der Bayerischen Staatsoper in München, wo sie ihre Leidenschaft für die Oper entdeckte. Nach dem Abitur am Münchener Pestalozzi-Gymnasium absolvierte sie eine Ausbildung zur staatlich geprüften Übersetzerin und Dolmetscherin für Englisch und Spanisch. Anschließend nahm Petra van der Mieden ihr Gesangsstudium am Mozarteum in Salzburg auf, das sie später an der Musikhochschule für Musik und Theater in der bayerischen Landeshauptstadt bei Kammersänger Wolfgang Brendel fortsetzte. 2000 schloss sie ihr Studium mit dem Diplom für Opern- und Konzertgesang ab.
Während ihrer Studienzeit sang Petra van der Mieden im Rahmen der Bayerischen Theaterakademie August Everding, München, die Fiordiligi (Così fan tutte) und die Alcina (Alcina) im Prinzregententheater- und Cuvilliés-Theater München sowie im Markgräflichen Theater Bayreuth. Ferner gastierte sie als Fiordiligi am Mainfrankentheater Würzburg.
In der Folgezeit trat die Sopranistin an Theatern in Darmstadt, Ulm, Kiel, Braunschweig, Coburg und Gießen auf. Zu ihrem Repertoire zählen die großen Partien des lyrischen italienischen und deutschen Faches. Ein Höhepunkt ihrer Karriere war 2001 das Opern-Open-Air Konzert zur 450-Jahr-Feier der Stadt Alzenau als Partnerin von Francisco Araiza, an dessen Seite sie auch im Januar 2004 auf dem Ball der Silbernen Rose in München auftrat.
Von Juni 2002 bis Ende der Spielzeit 2005/2006 war sie Ensemblemitglied am Theater Augsburg. Dort sang sie die Rollen der Nannetta (Falstaff), Atalanta (Xerxes), Gilda (Rigoletto), Micaela (Carmen), Juliette (Roméo et Juliette), Gretel (Hänsel und Gretel), Ilia (Idomeneo) und Zerlina (Don Giovanni). Seit der Spielzeit 2006/2007 ist die Künstlerin freischaffend tätig. Sie sang u. a. die Arsena in Der Zigeunerbaron an der Deutschen Oper am Rhein Düsseldorf.
Petra van der Mieden ist außerdem rege als Lied- und Konzertsängerin tätig. Zu ihrem Repertoire gehören Werke der Komponisten Gustav Mahler, Joseph Haydn, Wolfgang Amadeus Mozart, Felix Mendelssohn Bartholdy, Johannes Brahms und Carl Orff.